# Joke Collin
Joke Collin is een personage uit de Vlaamse soapserie Wittekerke dat werd gespeeld door Lulu Aertgeerts. In de eerste twee seizoenen is Joke een gastpersonage, later krijgt zij een vaste plaats in de serie.

## Personage
Joke is 25 en maakt haar optreden in Café De Schorre waar ze binnenkomt en Wielemans in zijn gezicht slaat. De volgende dag gaat ze naar zijn loods waar ze Patsy leert kennen. Ze zegt dat Wielemans haar installatie voor haar muziekgroep The Twilights gestolen heeft. Als Patsy dit aan Wielemans vertelt gaat hij naar Joke en zegt dat hij het voor de helft van de prijs van een groepslid gekocht heeft die zei dat er nieuw materiaal gekocht ging worden. Joke geloofde het groepslid, die zei dat Wielemans er met alles vandoor was, terwijl hij enkele weken later zelf verdween. Ze sluiten snel terug vrede en willen terug gaan zingen. Patsy kan Marcel overtuigen om het groepje van Joke te laten optreden in zijn café. Hij wil eerst niet maar als hij hoort dat ze klassiekers uit de jaren vijftig en zestig zingt is hij verkocht op voorwaarde dat hij ook mag zingen. Het bevalt Marcel heel goed en hij wil Joke elke zaterdag laten optreden en neemt haar mee uit eten. Marcel is tot over zijn oren verliefd op haar en doet haar zijn hele platencollectie cadeau. Joke maakt hem dan duidelijk dat er niets meer kan zijn tussen hen dan vriendschap. 
Door het succes van de groep besluit Joke om met de groep op tournee te gaan. Wielemans moet mee om te mixen, maar hij wil niet zonder Patsy gaan. Joke is hier op tegen en denkt dat dan iedereen zijn geliefde mee gaat pakken, maar omdat Wielemans haar voor een ultimatum zet geeft ze uiteindelijk toe. Een paar maanden later komt de groep van Joke optreden in Oostende. Katrien vindt het raar dat ze niets van Wielemans gehoord heeft en besluit met Tanja naar het optreden te gaan. Ze komen op tijd aan en zien de bandleden repeteren, Joke komt niet in beeld, en ze vragen waar Wielemans is waarop ze te horen krijgen dat die de groep al lang verlaten hebben.  
Als ze later terugkeert krijgt ze een relatie met Marcel. Nadat Marcel verdwijnt op een schip krijgt ze een relatie met Raf Stevens. Haar moeder Julia Collin ontdekt later dat Raf haar zoon is en dat Joke en Raf dus broer en zus zijn. 
In 2004 overlijden zowel Joke en Raf als de boot van Celine Derdeyn ontploft. De ontploffing was de seizoensfinale van seizoen 11, het is dan nog niet duidelijk wie hierbij omgekomen is. In seizoen 12 gaat het verhaal enkele maanden verder en wordt er gezegd dat Joke overleden is.

## Familie
- Julia Collin (moeder)
- Antoine Collin (vader, was nooit te zien, Joke krijgt overlijdensbericht in afl. 394)
- Debbie Persoons (dochter)
- Raf Stevens (broer)